# Kreisch (Daneș)
Kreisch (rumänisch Criș, ungarisch Keresd) ist ein Dorf im Kreis Mureș (Rumänien). Es gehört zur Gemeinde Daneș (Dunesdorf).

## Lage

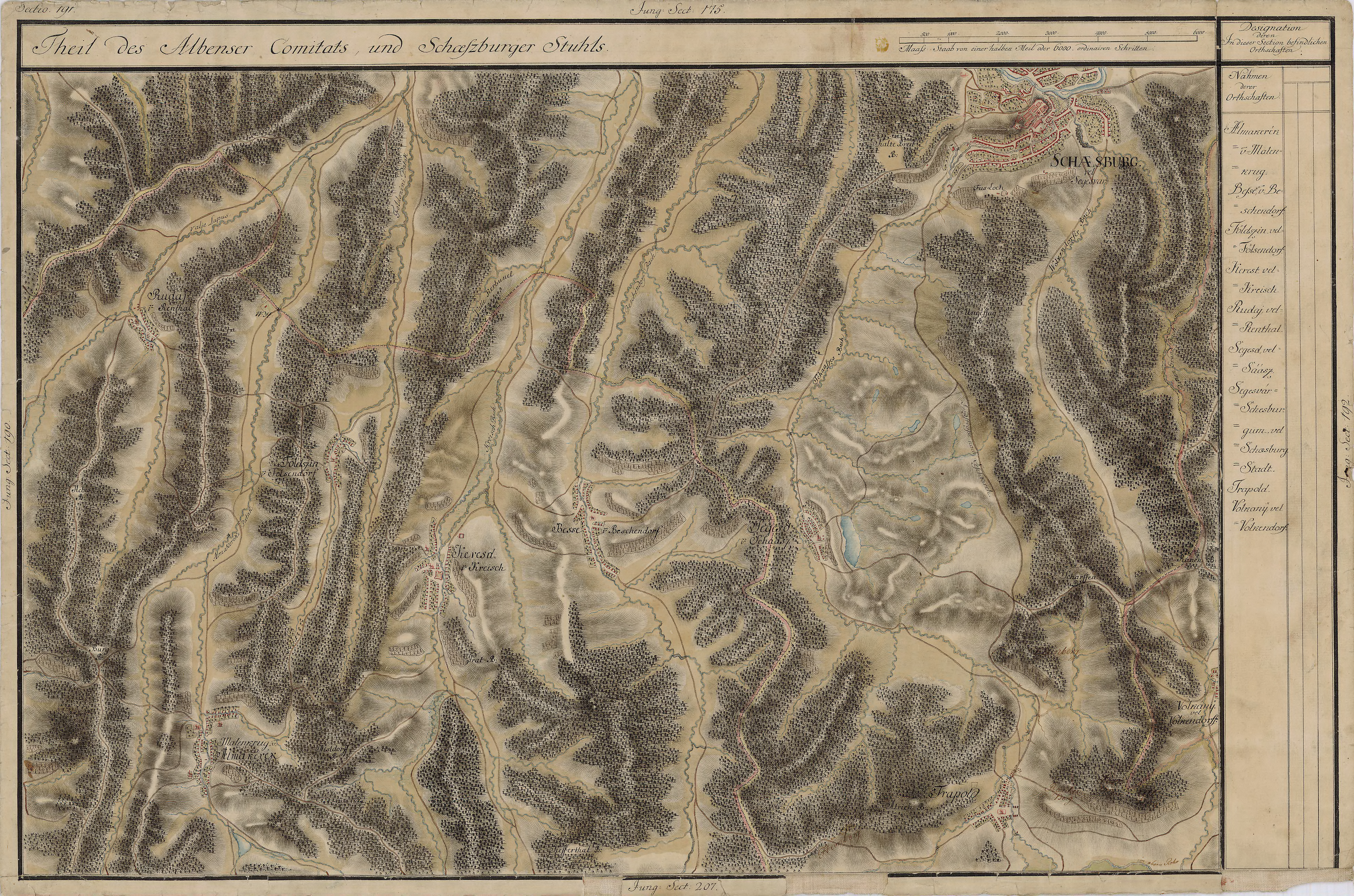
Kreisch in der Josephinischen Landaufnahme von 1769–1773

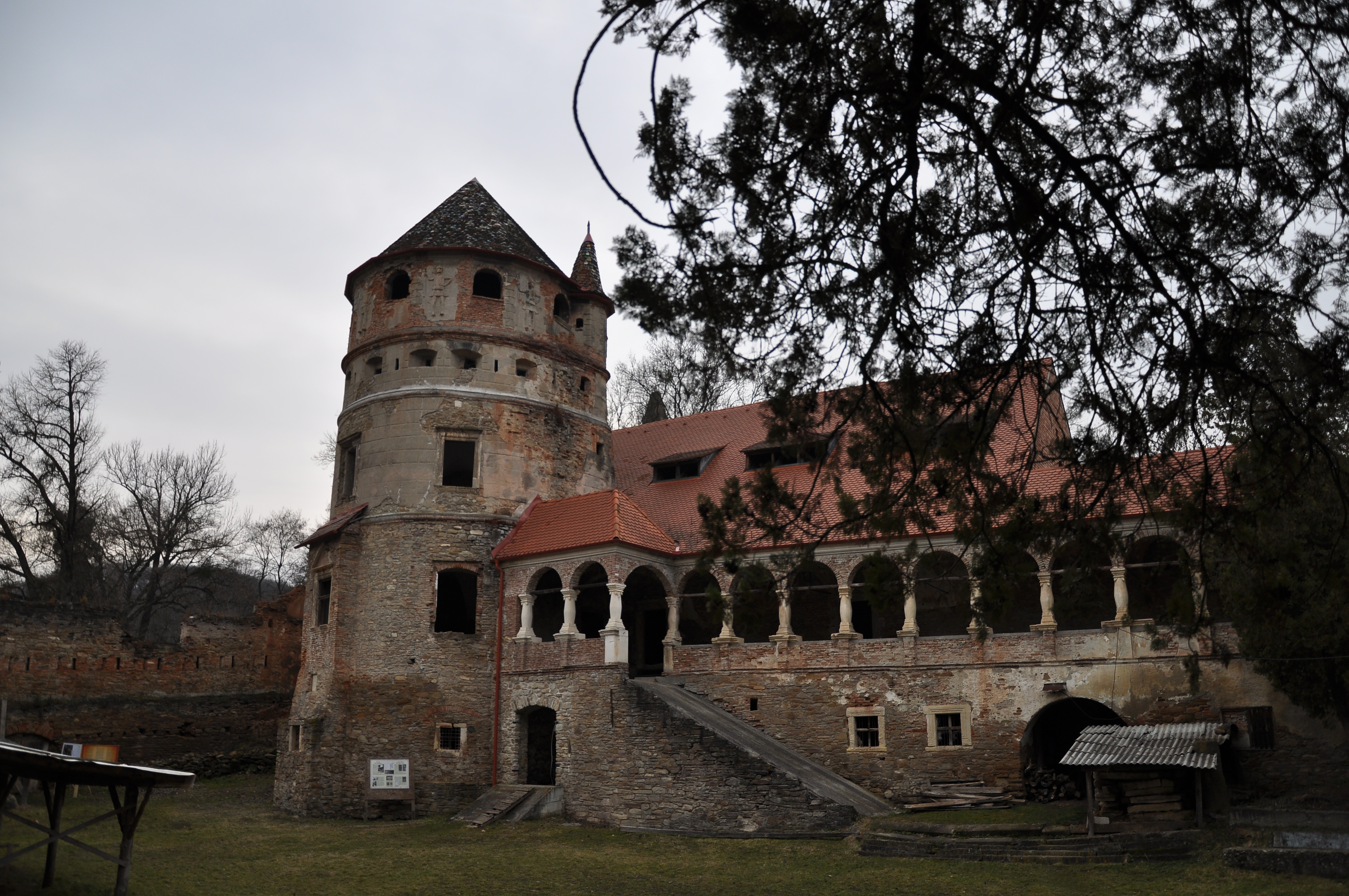
Schloss Bethlen in Criș

Kreisch befindet sich etwa in der Mitte Siebenbürgens, in einem südlichen Seitental der Târnava Mare (Große Kokel). Die nächstgelegene Stadt ist Sighișoara (Schäßburg; etwa 12 km nordöstlich).

## Geschichte
Kreisch wurde im Jahr 1305 erstmals urkundlich erwähnt. Es gehörte damals zum Königreich Ungarn und wurde von der ungarischen Adelsfamilie Bethlen gegründet. Über mehrere Jahrhunderte war die Mehrzahl der Bewohner Siebenbürger Sachsen, die den Ort Kreisch nannten. Anders als viele andere Dörfer in der Umgebung lag Kreisch nicht auf Königsboden, sondern war Adelsbesitz und seine Bewohner somit Hörige.
Nachdem Kreisch bis zum Ende des Ersten Weltkrieges zum Königreich Ungarn, zum Fürstentum Siebenbürgen bzw. zu Österreich-Ungarn gehört hatte, ist es seitdem ein Teil des Staates Rumänien.

## Bevölkerung
Im Jahr 1788 wurden 866 Einwohner gezählt. Seit dem 19. Jahrhundert stellten die Siebenbürger Sachsen bei Volkszählungen meist die relative, manchmal auch die absolute Mehrheit der Dorfbevölkerung. 1941 wurde mit 1459 die größte Einwohnerzahl registriert; davon bezeichneten sich etwas mehr als 50 Prozent als Deutsche. Ab dem Ende des Zweiten Weltkrieges waren die meisten Bewohner Rumänen. Nach der Revolution von 1989 wanderten die meisten Deutschen aus. Dadurch ging die Einwohnerzahl von Kreisch deutlich zurück.
2002 lebten in Kreisch noch 627 Menschen, davon 410 Rumänen, 39 Deutsche, 153 Roma und 25 Ungarn.

## Verkehr
Kreisch liegt an einer teilweise befestigten Fahrstraße, die von Daneș südwärts führt. Öffentliche Verkehrsmittel berühren den Ort nicht.
Der nächste Bahnhof liegt etwa 10 km nördlich von Kreisch in Daneș an der Bahnstrecke Teiuș–Brașov.

## Sehenswürdigkeiten
Im Dorf befindet sich ein Renaissanceschloss der Familie Bethlen, dessen Bau in mehreren Abschnitten von etwa 1340 bis zum 18. Jahrhundert erfolgte. 1948 wurde das Schloss durch den rumänischen Staat enteignet und verfiel anschließend. Mehrere Restaurierungsversuche wurden jeweils nach kurzer Zeit aus finanziellen Gründen wieder aufgegeben. Im Jahr 2007 erhielt die Familie Bethlen das Schloss zurück und bemüht sich, das Gebäude wieder bewohnbar zu machen. Das Anwesen steht unter Denkmalschutz.
Die historische evangelische Kirche wurde zu Beginn des 20. Jahrhunderts abgerissen und durch einen Neubau ersetzt.